# Robert Mammone
Robert Mammone (Adelaide, 1971) é um ator australiano.
Começou a atuar na séria de televisão australiana "Sons and Daughters", no início da década de 1980. Também trabalhou em Street Fighter, Limite Vertical, The Matrix Reloaded, The Matrix Revolutions, Man-Thing, Os Condenados e Mystery Road.